# Million Dollar: Happiness
„Million Dollar: Happiness” (stylizowane na, MILLION DOLLAR: HAPPINESS) – czwarty album studyjny rosyjskiego rapera Morgenshterna, wydany 20 maja 2021 r. przez Atlantic Records Russia. 
Krążek był promowany singlem Show, do którego teledysk został nakręcony przez Aleksandra Romanova. Tydzień później, 28 maja 2021 roku, ukazał się album Million Dollar: Business. Jest on kontynuacją projektu Million Dollar. Jeszcze przed wydaniem płyty Morgenshtern otrzymał zaliczkę w wysokości miliona dolarów od Atlantic Records.
Album zdobył milion odtworzeń na VKontakte 13 minut po premierze.

## Lista utworów
Lista utworów.
1. Show – 1:38
2. Bebebe – 2:07
3. Iskusstvo za 90900 – 0:40
4. Retro rejv – 2:47
5. No Mo Luv – 2:18
6. Slava vernis' – 2:15
7. Skit ot slavy – 1:03
8. Poslednij bit ot slavy – 1:17
9. Skit zablokirovan. Sliv v telege – 0:20
10. Čërnyj bumer – 2:37
11. Ty oslep – 2:05
12. Možno sfotkat'sja? – 1:04
13. Pablo – 1:53

## Pozycję na listach
| Lista (2021) | Pozycja |
| ------------ | ------- |
| Litwa        | 12      |

## Nominacje
| Rok  | Platfroma | Nagroda    | Pozycja | Przypis |
| ---- | --------- | ---------- | ------- | ------- |
| 2021 | VK        | Album roku | 8       | [ 9 ]   |